# 莱里维耶尔-昂吕埃勒
莱里维耶尔-昂吕埃勒（法語：Les Rivières-Henruel，法語發音：[le ʁivjɛʁ ɑ̃ʁɥɛl]）是法国马恩省的一个市镇，属于维特里勒弗朗索瓦区。该市镇于1852年由原市镇莱里维耶尔（Les Rivières）和昂吕埃勒（Henruel）合并而成。

## 地理
莱里维耶尔-昂吕埃勒（48°39'14"N, 4°33'51"E）面积11.97 平方千米，位于法国大東部大區马恩省，该省份为法国东北部内陆省份，北起阿登省，西北接埃纳省，西南接塞纳-马恩省，南至奥布省，东南接上马恩省，东临默兹省。
与莱里维耶尔-昂吕埃勒接壤的市镇（或旧市镇、城区）包括：布莱斯-苏萨济利耶尔、阿济利耶尔-讷维尔、沙泰尔罗尔圣卢旺、勒梅蒂耶尔瑟兰、圣谢龙、松苏瓦。

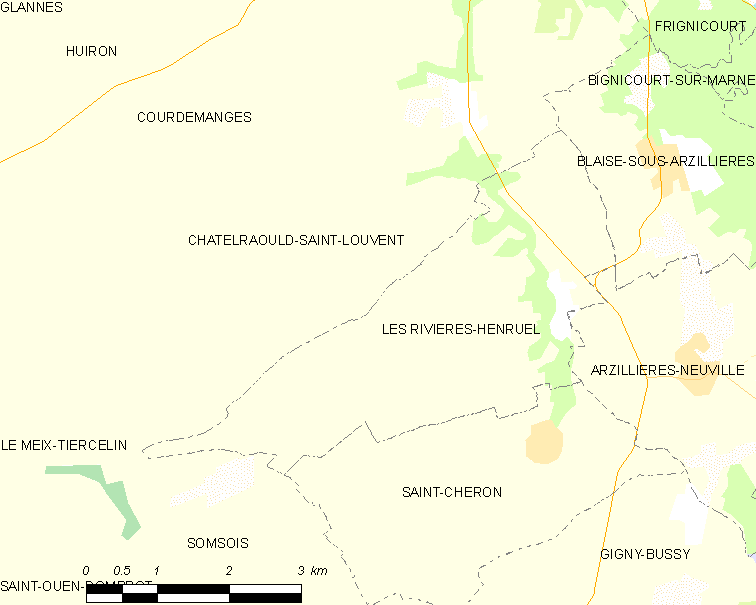
莱里维耶尔-昂吕埃勒的OSM定位图

莱里维耶尔-昂吕埃勒的时区为UTC+01:00、UTC+02:00（夏令时）。

## 行政
莱里维耶尔-昂吕埃勒的邮政编码为51300，INSEE市镇编码为51463。

## 政治
莱里维耶尔-昂吕埃勒所属的省级选区为维特里勒弗朗索瓦-香槟-代尔县。

## 人口

1962-2008年间莱里维耶尔-昂吕埃勒人口变化图示

莱里维耶尔-昂吕埃勒于2022年1月1日时的人口数量为158人。